# (34238) 2000 QU96
2000 QU96 (asteroide 34238) é um asteroide da cintura principal. Possui uma excentricidade de 0.24523270 e uma inclinação de 2.64836º.
Este asteroide foi descoberto no dia 28 de agosto de 2000 por LINEAR em Socorro.